# Lyon Citoyen
Lyon Citoyen est un magazine municipal mensuel gratuit, édité par la ville de Lyon et diffusé à 281 200 exemplaires en boîtes aux lettres mais aussi dans deux cents lieux publics dont les bibliothèques, mairies d'arrondissements, centres sociaux et institutions culturelles.

## Historique
Lyon Citoyen remplace un autre magazine municipal « C'est 9 à Lyon », dont le titre jouait sur l'existence des neuf arrondissements de Lyon et sur le terme « neuf » dans le sens de « nouveau ». En raison des élections municipales de 2008, les numéros archivés sur le site officiel de la mairie sur Internet sont restés inaccessibles les jours précédant le vote en conformité avec la loi électorale.

## Rédaction
La directrice de la publication est Annie Mesplède. Le rédacteur en chef est Michel De Saint-Étienne.
On retrouve à la rédaction du magazine Séverine Ropert-Andrieu, Frédéric Guignard Perret et Agnès Guillaume.

## Caractéristiques
Le magazine n'est pas édité au mois d'août. Outre sa version papier distribuée gratuitement, on peut retrouver le dernier numéro sur le site officiel de la ville de Lyon. Il existe également une version en braille et en version audio.

## Autres médias
Il existe une émission intitulée « Lyon Citoyen TV » traitant de la vie municipale, diffusée sur la chaîne de télévision lyonnaise, Télé Lyon Métropole.